# کالیاندرا
کالیاندرا(نام علمی: Calliandra haematocephala) نام یک گونه از تیره باقلاییان است.

## نگارخانه

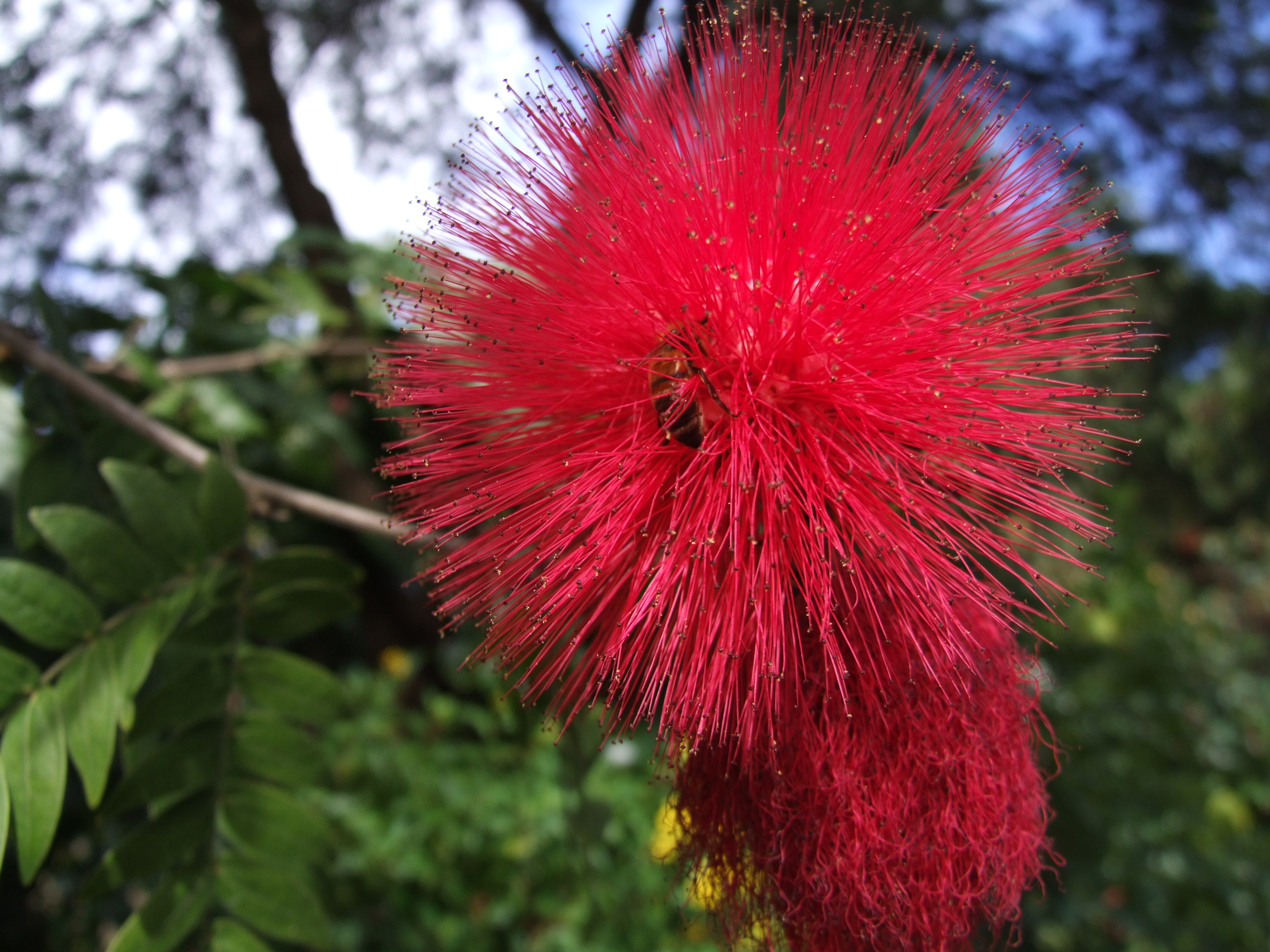
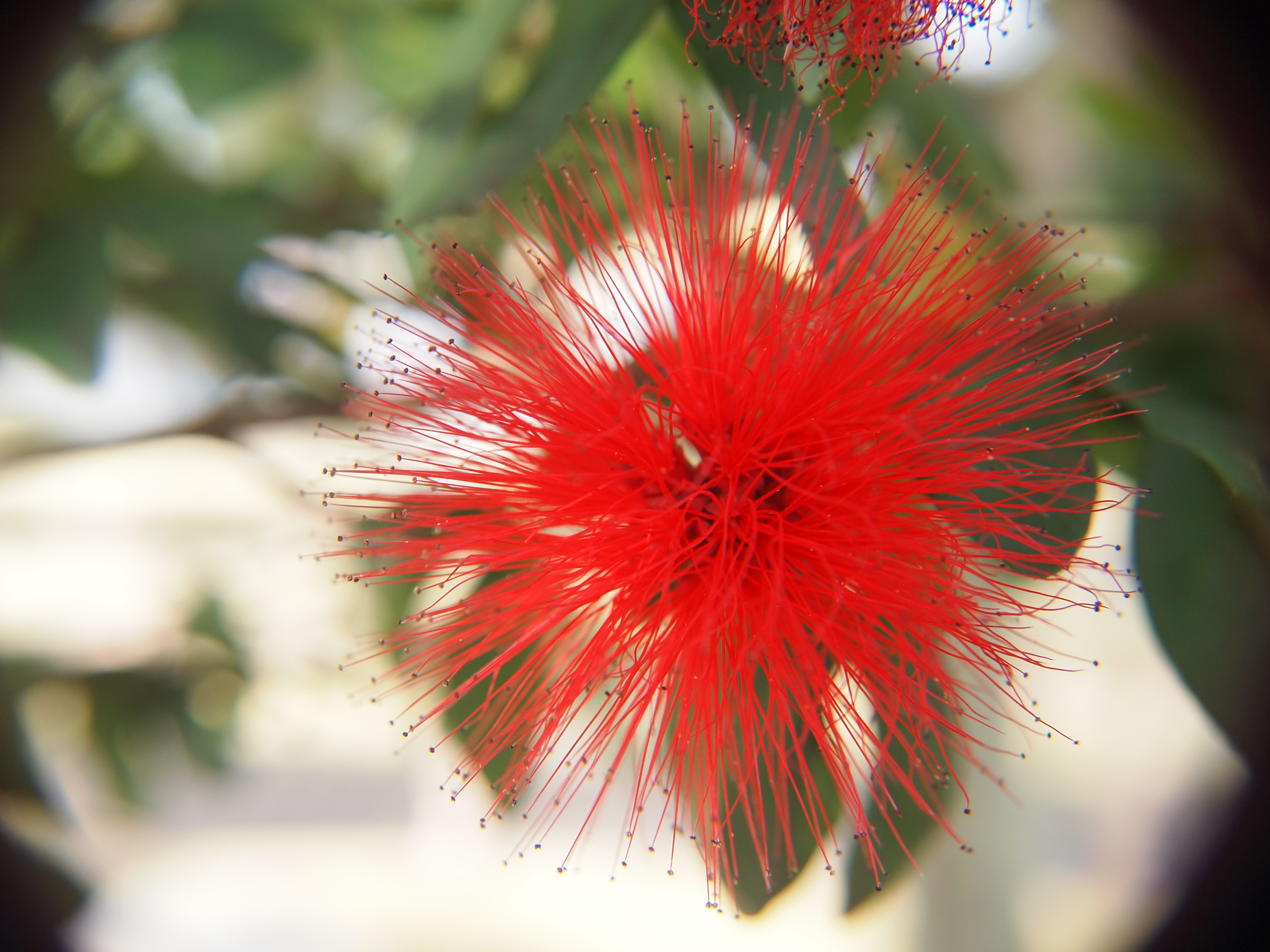
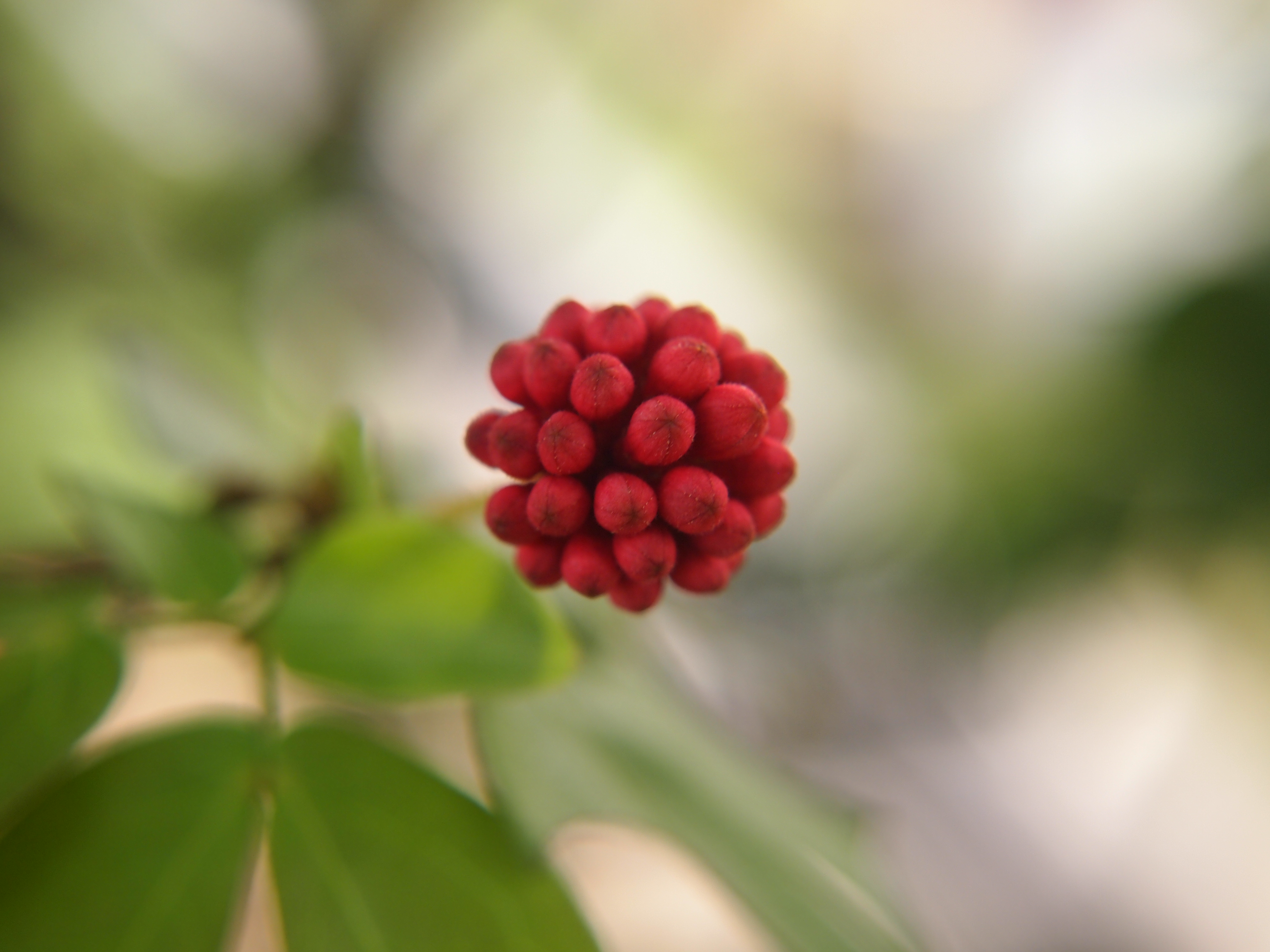
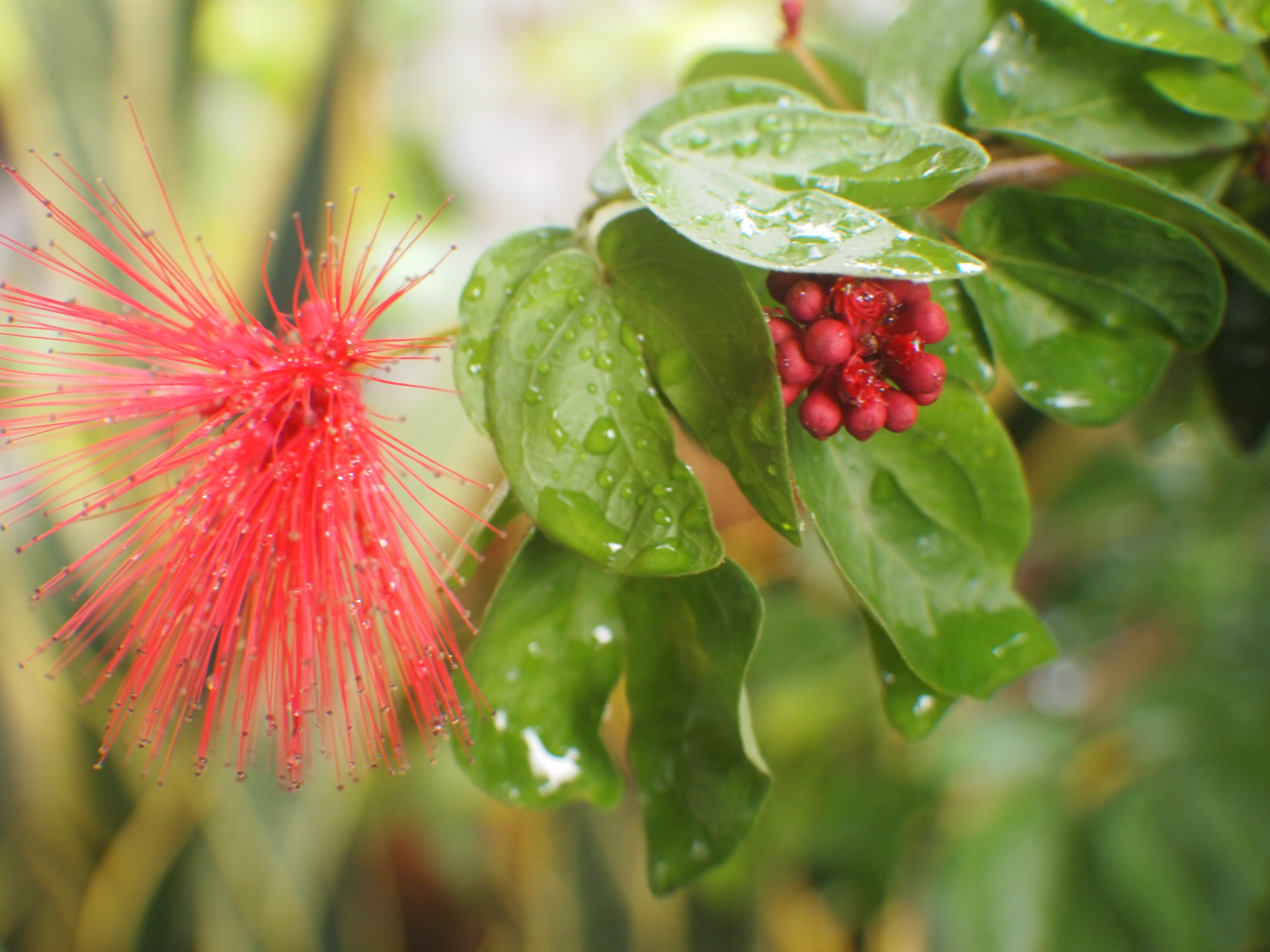
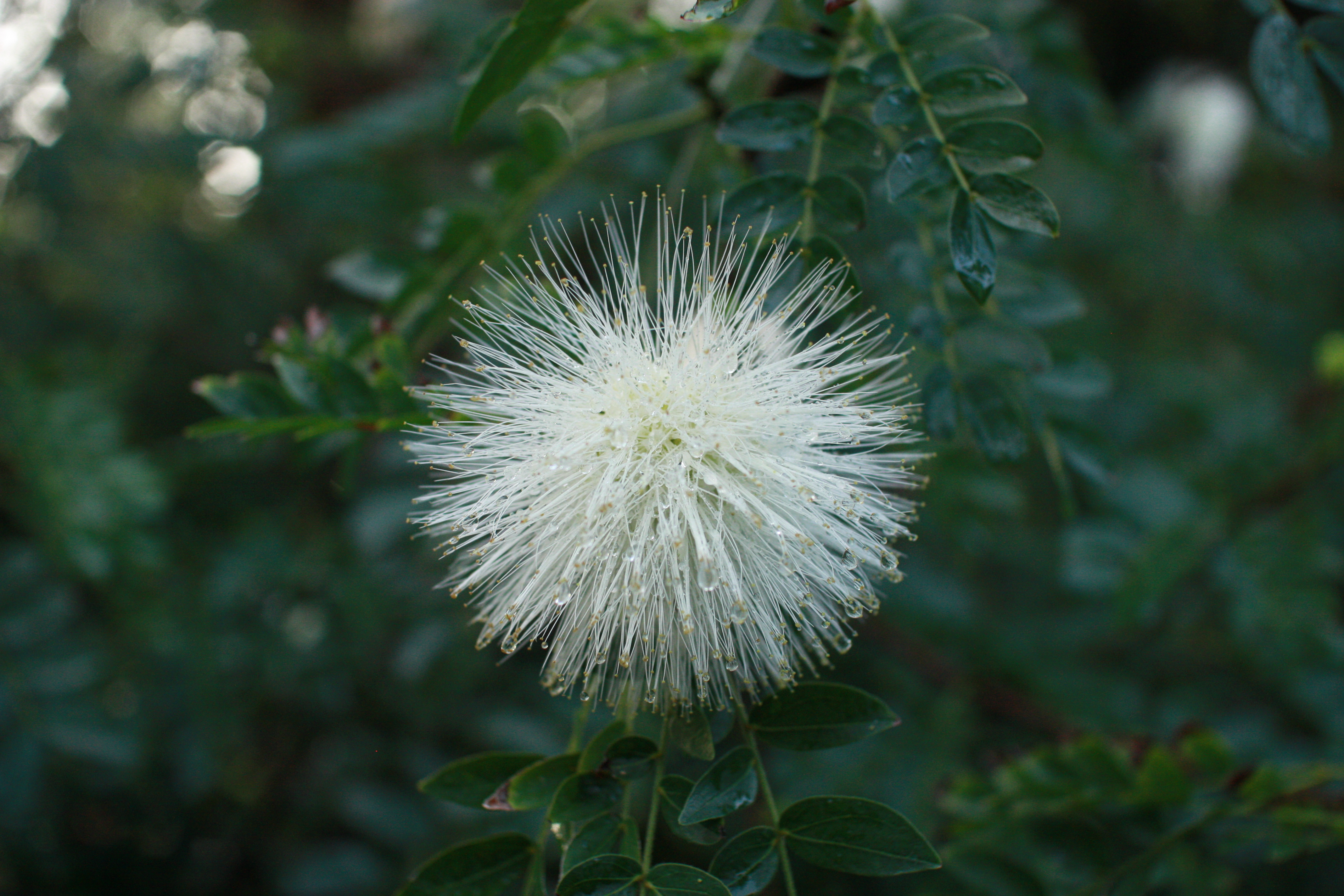